# Lijst van voetbalinterlands Estland - Zweden
Deze lijst van voetbalinterlands is een overzicht van alle officiële voetbalwedstrijden tussen de nationale teams van Estland en Zweden. De landen speelden tot op heden 23 keer tegen elkaar, te beginnen met een vriendschappelijke wedstrijd op 22 juli 1921 in Tallinn. Het laatste duel, een groepswedstrijd tijdens de UEFA Nations League 2024/25, werd gespeeld in de Estse hoofdstad op 14 oktober 2024.

## Wedstrijden
| №  | Datum      | Plaats           | Competitie                  | Wedstrijd        | Uitslag |
| -- | ---------- | ---------------- | --------------------------- | ---------------- | ------- |
| 1  | Tallinn    | 22 juli 1921     | Vriendschappelijk           | Estland – Zweden | 0 – 0   |
| 2  | Stockholm  | 25 juli 1924     | Vriendschappelijk           | Zweden – Estland | 5 – 2   |
| 3  | Tallinn    | 23 juli 1926     | Vriendschappelijk           | Estland – Zweden | 1 – 7   |
| 4  | Norrköping | 1 juli 1927      | Vriendschappelijk           | Zweden – Estland | 3 – 1   |
| 5  | Tallinn    | 9 juli 1928      | Vriendschappelijk           | Estland – Zweden | 0 – 1   |
| 6  | Landskrona | 7 juli 1929      | Vriendschappelijk           | Zweden – Estland | 4 – 1   |
| 7  | Tallinn    | 18 juli 1930     | Vriendschappelijk           | Estland – Zweden | 1 – 5   |
| 8  | Sandviken  | 8 juli 1931      | Vriendschappelijk           | Zweden – Estland | 3 – 1   |
| 9  | Tallinn    | 15 juli 1932     | Vriendschappelijk           | Estland – Zweden | 1 – 3   |
| 10 | Stockholm  | 11 juni 1933     | WK 1934 kwalificatie        | Zweden – Estland | 6 – 2   |
| 11 | Tallinn    | 9 juli 1935      | Vriendschappelijk           | Estland – Zweden | 1 – 2   |
| 12 | Stockholm  | 20 juni 1937     | WK 1938 kwalificatie        | Zweden – Estland | 7 – 2   |
| 13 | Tallinn    | 8 juni 1997      | WK 1998 kwalificatie        | Estland – Zweden | 2 – 3   |
| 14 | Solna      | 11 oktober 1997  | WK 1998 kwalificatie        | Zweden – Estland | 1 – 0   |
| 15 | Solna      | 4 september 2014 | Vriendschappelijk           | Zweden – Estland | 2 – 0   |
| 16 | Doha       | 6 januari 2016   | Vriendschappelijk           | Estland – Zweden | 1 – 1   |
| 17 | Abu Dhabi  | 7 januari 2018   | Vriendschappelijk           | Zweden – Estland | 1 – 1   |
| 18 | Solna      | 31 maart 2021    | Vriendschappelijk           | Zweden – Estland | 1 − 0   |
| 19 | Tallinn    | 9 september 2023 | EK 2024 kwalificatie        | Estland – Zweden | 0 − 5   |
| 20 | Solna      | 19 november 2023 | EK 2024 kwalificatie        | Zweden − Estland | 2 − 0   |
| 21 | Paphos     | 12 januari 2024  | Vriendschappelijk           | Zweden − Estland | 2 − 1   |
| 22 | Solna      | 8 september 2024 | UEFA Nations League 2024/25 | Zweden − Estland | 3 − 0   |
| 23 | Tallinn    | 14 oktober 2024  | UEFA Nations League 2024/25 | Estland − Zweden | 0 − 3   |

## Samenvatting
| Competitie          | Totaal gespeeld | Winst Estland | Gelijk | Winst Zweden | Doelsaldo Estland – Zweden |
| ------------------- | --------------- | ------------- | ------ | ------------ | -------------------------- |
| WK-kwalificatie     | 4               | 0             | 0      | 4            | 6 − 17                     |
| EK-kwalificatie     | 2               | 0             | 0      | 2            | 0 − 7                      |
| UEFA Nations League | 2               | 0             | 0      | 2            | 0 − 6                      |
| Vriendschappelijk   | 15              | 0             | 3      | 12           | 12 − 40                    |
| Totaal              | 23              | 0             | 3      | 20           | 18 − 70                    |

Wedstrijden bepaald door strafschoppen worden, in lijn met de FIFA, als een gelijkspel gerekend.

## Details

### Eerste ontmoeting
| Vriendschappelijk (Tallinn, Estland, 22 juli 1921): |              | |
| Estland | 0 – 0        | Zweden |
| | goals        | |
| Selectiecommissie | bondscoach   | Bill Pettersson |
| August Lass Voldemar Luik Otto Silber Georg Vain Arnold Kuulman Harald Kaarman Heinrich Paal Vladimir Tell Eduard Ellman-Eelma Oskar Üpraus Ernst-Aleksandr Joll           | opstellingen | David Andersson Nils Pettersson Isidor Karlsson Gösta Pejne Harald Andersson Eugen Boström Ruben Nilsson Bertil Karlsson Eric Dahlström John Björkström Ivan Eriksson |
| - Debuut van August Lass, Voldemar Luik, Georg Vain, Harald Kaarman en Eduard Ellman-Eelma voor Estland. - Alle spelers van Zweden maken hun debuut, op Eric Dahlström na. |              | |

### Tweede ontmoeting
| Vriendschappelijk (Stockholm, Zweden, 25 juli 1924):                                |       |                               |
| Zweden                                                                              | 5 – 2 | Estland                       |
| Algot Haglund 22' Tore Keller 40' Per Kaufeldt 49' Rudolf Kock 72' Per Kaufeldt 89' | goals | 2' Oskar Üpraus 47' Hugo Väli |

### Derde ontmoeting
| Vriendschappelijk (Tallinn, Estland, 23 juli 1926): |       | |
| Estland                                             | 1 – 7 | Zweden |
| Helmuth Räästas 81'                                 | goals | 1' John Kling 3' Axel Hedström 17' John Kling 31' Axel Hedström 33' Ernst Lööf 68' Ernst Lööf 73' John Kling |

### Vierde ontmoeting
| Vriendschappelijk (Norrköping, Zweden, 1 juli 1927): |       |                   |
| Zweden                                               | 3 – 1 | Estland           |
| Tore Keller 2' Tore Keller 25' Tore Keller 79'       | goals | 69' Heinrich Paal |

### Vijfde ontmoeting
| Vriendschappelijk (Tallinn, Estland, 9 juli 1928): |       |                       |
| Estland                                            | 0 – 1 | Zweden                |
|                                                    | goals | 81' Bertil Pettersson |

### Zesde ontmoeting
| Vriendschappelijk (Landskrona, Zweden, 7 juli 1929):                     |       |                         |
| Zweden                                                                   | 4 – 1 | Estland                 |
| Harry Lundahl 13' Knut Kroon 19' Harry Lundahl 65' Harry Dahl 79' (pen.) | goals | 88' Karl-Richard Idlane |

### Dertiende ontmoeting
| WK 1998 kwalificatie (Tallinn, Estland, 8 juni 1997): |              | |
| Estland | 2 – 3        | Zweden |
| Andres Oper 74' Marko Kristal 84' | goals        | 14' Martin Dahlin 53' Pär Zetterberg 71' Kennet Andersson |
| Teitur Þórðarson | bondscoach   | Tommy Svensson |
| Mart Poom Marek Lemsalu Urmas Kirs Sergei Hohlov-Simson Janek Meet Liivo Leetma 46' Meelis Rooba 65' Andres Oper Marko Kristal Martin Reim Indrek Zelinski 84' | opstellingen | Margnus Hedman Roland Nilsson Patrik Andersson Joachim Björklund 76' Håkan Mild Kennet Andersson Andreas Andersson Pär Zetterberg Jonas Thern 76' Martin Dahlin Gary Sundgren |
| Kristen Vilmae 46' Mati Pari 65' Argo Arbeiter 84' | wissels      | 76' Niclas Alexandersson 76' Jörgen Pettersen |

### Veertiende ontmoeting
| WK 1998 kwalificatie (Solna, Zweden, 11 oktober 1997): |       |         |
| Zweden                                                 | 1 – 0 | Estland |
| Pär Zetterberg 25'                                     | goals |         |

### Vijftiende ontmoeting
| Vriendschappelijk (Solna, Zweden, 4 september 2014):                 |       |         |
| Zweden                                                               | 2 – 0 | Estland |
| Zlatan Ibrahimović 3' Zlatan Ibrahimović 24'                         | goals |         |
| - Debuut van Branimir Hrgota (Borussia Mönchengladbach) voor Zweden. |       |         |

### Zestiende ontmoeting
| Vriendschappelijk (Abu Dhabi, Verenigde Arabische Emiraten, 6 januari 2016): |       |                  |
| Estland | 1 – 1 | Zweden           |
| Albert Prosa 56' | goals | 70' Mikael Ishak |
| - Debuut van Hindrek Ojamaa (Levadia Tallinn) en Mattias Käit (Fulham FC) voor Estland. - Debuut van Linus Wahlqvist (IFK Norrköping), Adam Lundqvist (IF Elfsborg), Pa Konate (Malmö FF), Alexander Fransson (IFK Norrköping), Melker Hallberg (Vålerenga), Gustav Engvall (IFK Göteborg), Kerim Mrabti (Djurgårdens IF), Emir Kujović (IFK Norrköping) en Joakim Nilsson (GIF Sundsvall) voor Zweden. |       |                  |

### Zeventiende ontmoeting
| Vriendschappelijk (Abu Dhabi, Verenigde Arabische Emiraten, 7 januari 2018): |       |                 |
| Zweden | 1 – 1 | Estland         |
| Kalle Holmberg 79' | goals | 58' Henri Anier |
| - Debuut van Pontus Dahlberg (IFK Göteborg), Sotirios Papagiannopoulos (Östersunds FK), Gustaf Nilsson (Silkeborg IF), Kalle Holmberg, Jordan Larsson (IFK Norrköping), Joel Andersson (BK Häcken) en Robert Gojani (Jönköpings Södra IF) voor Zweden. |       |                 |

EJL · A-internationals · Bondscoaches · Statistieken · Estisch vrouwenelftal · Olympisch elftal · Estland U21 · Estland U20 · Estland U19 · Estland U18 · Estland U17 · Estland U16
1920 – 1929 ·
1930 – 1939 ·
1940 – 1949 ·
1950 – 1990 · 
1990 – 1999 ·
2000 – 2009 ·
2010 – 2019 ·
2020 − 2029
OS 1924
1920 ·
1921 ·
1922 ·
1923 ·
1924 ·
1925 ·
1926 ·
1927 ·
1928 ·
1929 · 
1930 · 
1931 · 
1932 · 
1933 · 
1934 · 
1935 · 
1936 · 
1937 · 
1938 · 
1939 · 
1940 · 
1941 · 
1942 · 
1943 · 1944 · 
1945 · 
1946 · 
1947 · 
1948 · 
1949 · 
1950 – 1990 · 
1991 · 
1992 · 
1993 · 
1994 · 
1995 · 
1996 · 
1997 · 
1998 · 
1999 · 
2000 · 
2001 · 
2002 · 
2003 · 
2004 · 
2005 · 
2006 · 
2007 · 
2008 · 
2009 · 
2010 · 
2011 · 
2012 · 
2013 · 
2014 · 
2015 · 
2016 ·
2017 ·
2018 ·
2019 ·
2020
Albanië ·
Andorra ·
Angola ·
Antigua en Barbuda ·
Argentinië ·
Armenië ·
Azerbeidzjan ·
België ·
Bosnië-Herzegovina ·
Brazilië ·
Bulgarije ·
Canada ·
Chili ·
China ·
Cyprus ·
Denemarken ·
Duitsland ·
Ecuador ·
Egypte ·
El Salvador ·
Engeland ·
Equatoriaal-Guinea ·
Faeröer ·
Fiji ·
Filipijnen ·
Finland ·
Frankrijk ·
Georgië · 
Gibraltar ·
Griekenland ·
Hongarije ·
Hongkong ·
Ierland ·
IJsland ·
Indonesië ·
Irak ·
Israël ·
Italië ·
Jordanië ·
Kazachstan ·
Kirgizië ·
Kroatië ·
Letland ·
Libanon ·
Liechtenstein ·
Litouwen ·
Luxemburg ·
Malta ·
Marokko ·
Mexico ·
Moldavië ·
Montenegro ·
Nederland ·
Nieuw-Caledonië ·
Nieuw-Zeeland ·
Noord-Ierland ·
Noord-Macedonië ·
Noorwegen ·
Oekraïne ·
Oezbekistan ·
Oman ·
Oostenrijk ·
Polen ·
Portugal ·
Qatar ·
Roemenië ·
Rusland ·
Saint Kitts en Nevis ·
San Marino ·
Saoedi-Arabië ·
Schotland ·
Servië ·
Slovenië ·
Slowakije · 
Spanje ·
Tadzjikistan ·
Thailand ·
Trinidad en Tobago ·
Tsjechië ·
Turkije ·
Turkmenistan ·
Uruguay ·
Vanuatu ·
Venezuela ·
Verenigde Arabische Emiraten ·
Verenigde Staten ·
Vietnam ·
Wales ·
Wit-Rusland ·
Zweden ·
Zwitserland
SvFF · A-internationals · Selecties · Bondscoaches · Zweeds vrouwenelftal · Olympisch elftal · Zweden U21 · Zweden U20 · Zweden U19 · Zweden U18 · Zweden U17 · Zweden U16 · Vrouwen U17
1908 – 1919 ·
1920 – 1929 ·
1930 – 1939 ·
1940 – 1949 ·
1950 – 1959 ·
1960 – 1969 ·
1970 – 1979 ·
1980 – 1989 ·
1990 – 1999 ·
2000 – 2009 ·
2010 – 2019 ·
2020 − 2029
EK 1960 · 
EK 1964 · 
EK 1968 · 
EK 1972 · 
EK 1976 · 
EK 1980 · 
EK 1984 · 
EK 1988 · 
EK 1992 ·
EK 1996 · 
EK 2000 ·
EK 2004 ·
EK 2008 ·
EK 2012 · 
EK 2016 · 
EK 2020
WK 1930 · 
WK 1934 ·
WK 1938 ·
WK 1950 ·
WK 1954 · 
WK 1958 ·
WK 1962 · 
WK 1966 · 
WK 1970 ·
WK 1974 ·
WK 1978 ·
WK 1982 · 
WK 1986 · 
WK 1990 ·
WK 1994 ·
WK 1998 · 
WK 2002 ·
WK 2006 ·
WK 2010 · 
WK 2014 · 
WK 2018
OS 1908 · 
OS 1912 · 
OS 1920 · 
OS 1924 · 
OS 1928 · 
OS 1932 · 
OS 1936 · 
OS 1948 · 
OS 1952 · 
OS 1956 · 
OS 1964 · 
OS 1968 · 
OS 1972 · 
OS 1976 · 
OS 1980 · 
OS 1984 · 
OS 1988 · 
OS 1992 · 
OS 1996 · 
OS 2000 · 
OS 2004 · 
OS 2008 · 
OS 2012 · 
OS 2016
1908 · 
1909 · 
1910 · 
1911 · 
1912 · 
1913 · 
1914 · 
1915 · 
1916 · 
1917 · 
1918 · 
1919 · 
1920 · 
1921 · 
1922 · 
1923 · 
1924 · 
1925 · 
1926 · 
1927 · 
1928 · 
1929 · 
1930 · 
1931 · 
1932 · 
1933 · 
1934 · 
1935 · 
1936 · 
1937 · 
1938 · 
1939 · 
1940 ·
1941 ·
1942 ·
1943 ·
1944  ·
1945 · 
1946 · 
1947 · 
1948 · 
1949 · 
1950 · 
1952 · 
1952 · 
1953 · 
1954 · 
1955 · 
1956 · 
1957 · 
1958 · 
1959 ·
1960 · 
1961 · 
1962 · 
1963 · 
1964 · 
1965 · 
1966 · 
1967 · 
1968 · 
1969 ·
1970 · 
1971 · 
1972 · 
1973 · 
1974 · 
1975 · 
1976 · 
1977 · 
1978 · 
1979 ·
1980 · 
1981 · 
1982 · 
1983 · 
1984 · 
1985 · 
1986 · 
1987 · 
1988 · 
1989 · 
1990 · 
1991 · 
1992 · 
1993 · 
1994 · 
1995 · 
1996 · 
1997 · 
1998 · 
1999 · 
2000 · 
2001 · 
2002 · 
2003 · 
2004 · 
2005 · 
2006 · 
2007 · 
2008 · 
2009 · 
2010 · 
2011 · 
2012 · 
2013 · 
2014 · 
2015 · 
2016 · 
2017 · 
2018 ·
2019 ·
2020 ·
2021
Albanië ·
Algerije ·
Argentinië ·
Armenië ·
Australië ·
Azerbeidzjan ·
Bahrein ·
Barbados ·
België ·
Bosnië en Herzegovina ·
Botswana ·
Brazilië ·
Bulgarije ·
Chili ·
China ·
Colombia ·
Costa Rica ·
Cuba ·
Cyprus ·
DDR ·
Denemarken ·
Duitsland ·
Ecuador ·
Egypte ·
Engeland ·
Estland ·
Faeröer ·
Finland ·
Frankrijk ·
Georgië ·
Griekenland ·
Hongarije ·
Ierland ·
IJsland ·
Iran ·
Israël ·
Italië ·
Ivoorkust ·
Jamaica ·
Japan ·
Joegoslavië ·
Jordanië ·
Kameroen ·
Kazachstan ·
Kosovo ·
Kroatië ·
Letland ·
Liechtenstein ·
Litouwen ·
Luxemburg ·
Maleisië ·
Malta ·
Mexico ·
Moldavië ·
Montenegro ·
Nederland ·
Nieuw-Zeeland ·
Nigeria ·
Noord-Ierland ·
Noord-Korea ·
Noord-Macedonië ·
Noorwegen ·
Oekraïne ·
Oezbekistan ·
Oman ·
Oostenrijk ·
Paraguay ·
Peru ·
Polen ·
Portugal ·
Qatar ·
Roemenië ·
Rusland ·
San Marino ·
Saoedi-Arabië ·
Schotland ·
Senegal ·
Servië ·
Singapore ·
Slovenië ·
Slowakije ·
Sovjet-Unie ·
Spanje ·
Syrië ·
Thailand ·
Trinidad en Tobago ·
Tsjechië ·
Tsjecho-Slowakije ·
Tunesië ·
Turkije ·
Uruguay ·
Venezuela ·
Verenigde Arabische Emiraten ·
Verenigde Staten ·
Verenigd Koninkrijk ·
Wales ·
Wit-Rusland ·
Zuid-Afrika ·
Zuid-Korea ·
Zwitserland
Brazilië (1958) ·
Duitsland (2006) ·
Duitsland (2018) ·
Engeland (2006) ·
Engeland (2012) ·
Engeland (2018) ·
Frankrijk (2012) ·
Griekenland (2008) ·
Ierland (2016) ·
Italië (2016) ·
Mexico (2018) ·
Oekraïne (2012) ·
Oekraïne (2021) ·
Paraguay (2006) ·
Polen (2021) ·
Rusland (2008) ·
Slowakije (2021) ·
Spanje (2008) ·
Spanje (2021) ·
Trinidad en Tobago (2006) ·
Zuid-Korea (2018) ·
Zwitserland (2018)